# Lucas Nervi
Lucas Nervi Schmidt (* 31. August 2001 in Santiago de Chile) ist ein chilenischer Leichtathlet, der sich auf den Diskuswurf spezialisiert hat. 2023 siegte er in dieser Disziplin bei den Panamerikanischen Spielen und 2021 wurde er Südamerikameister.

## Sportliche Laufbahn
Erste Erfahrungen bei internationalen Meisterschaften sammelte Lucas Nervi im Jahr 2018, als er bei den U18-Südamerikameisterschaften in Cuenca mit einer Weite von 15,91 m den sechsten Platz mit der 5-kg-Kugel belegte und im mit dem leichteren U18-Diskus mit 42,93 m Rang neun erreichte. Im Jahr darauf belegte er bei den U20-Panamerikameisterschaften in San José mit 56,49 m den siebten Platz und 2021 siegte er bei den Südamerikameisterschaften in Guayaquil mit einem Wurf auf 63,18 m und im Oktober siegte er auch bei den U23-Südamerikameisterschaften ebendort mit neuem Meisterschaftsrekord von 60,87 m. Auch bei den erstmals ausgetragenen Panamerikanischen Juniorenspielen in Cali Anfang Dezember siegte er mit einem Wurf auf 61,08 m. 2022 siegte er mit 60,58 m bei den Ibero-Amerikanischen Meisterschaften in La Nucia und brachte dann im Juli bei den Weltmeisterschaften in Eugene in der Qualifikationsrunde keinen gültigen Versuch zustande. Im Jahr darauf belegte er bei den Weltmeisterschaften in São Paulo mit 59,64 min den vierten Platz, ehe er bei den Weltmeisterschaften in Budapest mit 58,76 m in der Vorrunde ausschied. Ende Oktober siegte er dann mit 63,39 min bei den Panamerikanischen Spielen in Santiago de Chile. 2024 belegte er bei den Ibero-Amerikanischen Meisterschaften in Cuiabá mit 60,20 m den fünften Platz.
2025 klassierte er sich bei den Südamerikameisterschaften in Mar del Plata mit einer Weite von 60,64 m auf dem vierten Platz. 
In den Jahren von 2021 bis 2023 wurde Nervi chilenischer Meister im Diskuswurf.